# Nevolajka
Nevolajka je potok na horní Oravě, na území okresu Námestovo. Jde o pravostranný přítok Bílé Oravy, měří 3,6 km a je tokem IV. řádu.

## Pramen
Pramení v Oravské Maguře, v podcelku Budín, jihozápadně od kóty 1 037,9 m v nadmořské výšce přibližně 980 m n. m.

## Popis toku
Potok teče převážně severozápadním směrem, v pramenné oblasti přibírá krátký pravostranný přítok pramenící západně od kóty 1 037,9 m. Následně vstupuje do Oravské kotliny, zleva přibírá přítok z lokality Za skálou a protéká obcí Ťapešovo. V obci přibírá nejprve krátký levostranný přítok zpod kóty 765,5 m, pak z téže strany významný přítok (4,1 km) z oblasti Kúta. Na dolním konci obce podtéká státní cestu I/78 a vzápětí ústí v nadmořské výšce cca 617 m n. m. do Bílé Oravy.